# 李家瑞 (1895年)
李家瑞（1895年—1975年11月），原名辑五，白族，中国民俗学家、考古学家，曾任云南省博物馆副馆长，被誉为中国俗曲研究第一人、云南考古事业的开拓者和奠基人。

## 生平

### 早年
1895年，李家瑞出生在云南省剑川县的一个白族家庭。李家瑞于1910年入剑川小学读书，1916年升入位于大理的云南省立第二中学，1917年考入昆明成德中学，后转入昆明二部师范，并以优异的成绩获得公费待遇。1920年，李家瑞从昆明二部师范毕业，到嵩明高等小学教书半年后返回昆明。后报考南京东南大学被录取，入学后因不满该校文科教学，重新报考其他高校。1922年秋，李家瑞考入北京大学预科。

### 北京风俗研究
1922年12月17日，北大的《歌谣》周刊创刊，受其影响，李家瑞开始关注风俗研究。1924年，北京大学中国文学系，对民俗学和民间文艺学的兴趣也进一步加强。1925年秋，从法国留学归来的刘半农出任北大国文系教授，成为李家瑞的老师。1928年秋，李家瑞从北京大学毕业，经刘半农介绍入中央研究院历史语言研究所（以下简称“史语所”）任练习助理员，后为正式助理员，在刘半农指导下从事民间文学和民俗学的资料搜整和研究工作。1929年，李家瑞发表《中国傀儡戏考略》等论文。1930年2月，李、刘二人合作的《宋元以来俗字谱》一书由史语所专刊印制发行。1931年5月，李家瑞协助刘半农搜整《中国俗曲总目稿》出版。1931年秋，李家瑞开始主攻北京俗曲，对其进行系统分类和研究。1933年，其专著《北京俗曲略》由史语所印行。同时期，李家瑞还完成了《乾隆以来北京儿歌嬗变举例》等民间文艺方面的论文。1934年，李家瑞开始从古代史书、方志、笔记、民间俗曲等资料中，查寻有关北平风俗民情的材料，并进行整理编排。1935年，李家瑞撰写《打花鼓》、《说大鼓书的起源》、《劈破玉》等文章，并开始对元明戏曲中的方言俗语进行研究。1936年，李家瑞发表了《唱本词》、《说弹词》、《两处码头调之比较》、《关于妓家供种的传说》、《谈嫁娶喜歌》等近二十篇民间文艺、风俗方面的研究文章。1937年5月，李家瑞的《北平风俗类征》由商务印书馆出版，同时期，他还发表了《说新编弹词考证》、《十杯酒》等论文。

### 云南考古
1937年七七事变以后，李家瑞携家眷，随史语所迁徙至上海，后又迁至南京，淞沪战事后返回家乡剑川，其后受邀前往已于1938年初迁至昆明的史语所工作，继续从事于元明两代戏曲中方言俗语的研究。1940年，李家瑞因患上严重的神经衰弱症被迫回乡休养。1941年，李家瑞在病势稍有好转后到大理中学担任高中部国文教师。受所处环境和条件的限制，李家瑞转而开始对云南地方的民族文物和考古进行研究，曾多次剑川县石钟山石窟等古文化遗址实地考查，虽然生活拮据，却花钱请人拍摄了大量遗址照片。1943年秋开始的六年多里，李家瑞改到丽江中学任教，教书的同时仍从事学术活动，曾到滇西地区进行考古调查，并撰写了《滇西白族火葬墓初探》等研究云南的民族古迹和风俗的文章。
1950年春，李家瑞受云南省文教厅委派，到鹤庆中学高中部任教，不久被调至云南省文物保管委员会工作，任省文管会顾问。其后，被任命为云南省博物馆筹备处秘书，具体负责云南省博物馆的筹建。1951年8月，省博物馆正式成立，李家瑞任副馆长，为该馆第一位研究员。李家瑞还曾担任云南省史学会理事、云南省第三届人大代表，云南省政协第二届委员会委员等职，同时他还曾是中国民间文艺研究会和中国作家协会昆明分会的会员。1951年至1953年间，李家瑞曾随各级文物机构多次赴石钟山石窟考查，并织极参与了云南省博物馆筹建。1955年，李家瑞参与了云南少数民族历史文物展览会的组织和领导，曾多次率队赴晋宁、剑川等县进行古文化遗址调查和发掘，先后发表了《剑川县海门口新石器时代遗址和发掘情况及我的一些看法》、《古代云南用贝币的大概情况》、《用文物补正南诏及大理国的纪年》等论文。同年（1955年），李家瑞与周泳先等人合著的《大理白族自治州历史文物调查资料》一书由云南人民出版社出版。1960年代初，李家瑞参与、组织云南地区文献史料讲座等学术教学活动，促进了云南民族文化研究的发展。文化大革命期间，李家瑞受到冲击，被迫回乡，1975年11月逝世，享年80岁。

## 备注
1. ↑  赵万里《西谛书目序》中曾称赞郑振铎为提倡搜集和研究俗曲的第一人[1]
2. ↑  云南省博物馆第一任馆长由气象学家、天文学家陈一得兼任。[2]